# Farrah El-Dibany
Farrah El-Dibany (فرح الديباني (Faraħ al-dībānī)), née en 1989 à Alexandrie, est une mezzo-soprano égyptienne, faisant partie de la promotion 2016 de l'Académie de l'Opéra de Paris.

## Biographie
Farrah El-Dibany naît en 1989 dans une famille de mélomanes. Son grand-père est pianiste.
Elle entre en 2005 au Centre des arts de la Bibliothèque d’Alexandrie. Initiée au piano, elle poursuit une formation musicale à l’école allemande d’Alexandrie et y chante dans le chœur. C'est là qu'un professeur lui conseille d'engager une formation d'artiste lyrique. Formée par la soprano égyptienne Névine Allouba, elle acquiert sa voix de mezzo-soprano.
Elle s'installe en Allemagne en 2010 elle intègre la classe de Julia Varady à l’Académie de musique Hanns Eisler à Berlin dont elle sort diplômée en 2014. Entre temps elle obtient un bachelor en architecture à l'université technique de Berlin. Elle complète sa formation par un master de l’université des arts de Berlin.
Elle remporte en 2013 le 3e prix du Concours international Giulio Perotti.
En 2015 Farrah El-Dibany interprète Carmen de Bizet au Neuköllner Oper (de) de Berlin, un rôle qui lui vaudra le surnom de « Carmen égyptienne ».
En septembre 2016, elle intègre l’Académie de l’Opéra de Paris. En 2019, elle est gratifiée du prix de l’association pour le rayonnement de l'Opéra national de Paris.
En 2021, elle est invitée par l'Institut du monde arabe à reprendre des chefs-d'œuvre des chanteuses Asmahan, Fairuz ou Dalida dans le cadre de l’exposition « Divas, d'Oum Kalthoum à Dalida ».
Le 24 avril 2022, elle interprète seule sur scène le premier couplet et le refrain de La Marseillaise au Champ de Mars, à l'occasion de la réélection d'Emmanuel Macron à la présidence de la République,. Le 18 décembre 2022, elle chante la Marseillaise au Stade de Lusail avant la finale de la Coupe du monde de football 2022 au Qatar, où se sont affrontées les équipes de France et d'Argentine.

## Prix
- 2007 : Premier prix du concours de chant du Conseil suprême égyptien de la Culture
- 2008 : Deuxième prix du concours Jugend musiziert
- 2013 : Troisième prix du concours international de chant de Giulio-Perotti
- 2019 : Prix de l’association pour le rayonnement de l'Opéra national de Paris (AROP)

## Décoration
- Chevalière de l'ordre des Arts et des Lettres, en avril 2022, par Marc Baréty, ambassadeur de France en Égypte[8]